# 斯坦利·贝纳姆
斯坦利·贝纳姆（英語：Stanley Benham，1913年12月21日—1970年4月22日），美国男子雪车运动员。他曾代表美国参加1952年冬季奥林匹克运动会雪车比赛，获得男子双人和男子四人银牌。